# Juan Botasso
Juan Botasso (lub Bottaso) (ur. 23 października 1905 w Buenos Aires, zm. 23 grudnia 1950 w Quilmes) – argentyński piłkarz grający na pozycji bramkarza. Nosił przydomek Cortina Metálica, czyli żelazna kurtyna.
Jako piłkarz klubu Argentino de Quilmes był w kadrze reprezentacji Argentyny na turnieju Copa América 1929. Argentyna zdobyła mistrzostwo Ameryki Południowej, jednak podstawowym bramkarzem był Ángel Bossio i dlatego Botasso nie zagrał w żadnym meczu.
Wciąż będąc graczem klubu Argentino de Quilmes wraz z reprezentacją Argentyny wziął udział w finałach mistrzostw świata w 1930 roku, gdzie Argentyna zdobyła tytuł wicemistrzów świata. Zastąpił Bossia w ostatnich dwóch meczach (z USA i Urugwajem) zdobywając rewelacyjne oceny.
W 1930 stał się zawodnikiem klubu Racing Club de Avellaneda. Przeszedł do historii klubu jako bramkarz, który wystąpił w pierwszym oficjalnym meczu argentyńskiej ligi zawodowej na stadionie Racingu – 4 czerwca 1931 Racing pokonał u siebie Platense 5:1.